# Stygophrynus cerberus
Stygophrynus cerberus är en spindeldjursart som beskrevs av Simon 1901. Stygophrynus cerberus ingår i släktet Stygophrynus och familjen Charontidae. Inga underarter finns listade i Catalogue of Life.